# Papa Nicolau I
Nicolau I (Roma, ? – 13 de novembre de 867), anomenat Nicolau el Gran, fou Papa de l'Església catòlica del 858 al 867. És venerat com a sant per la mateixa església.

## Orígens
Membre d'una família distingida, fill de Teodor el Defensor. Va rebre una bona educació i es va distingir per qualitats com la pietat, la benvolença, destresa, intel·ligència i eloqüència. Va ingressar en la seva joventut al servei de l'Església sent nomenat sotsdiaca per Sergi II i diaca per Lleó IV.
Va ser elegit papa l'abril del 858, mentre l'emperador Lluís II es trobava a Roma i va ser immediatament consagrat per aquest. És considerat com un dels Papes més importants de l'edat mitjana, ja que, aprofitant la crisi que passava el regne carolingi, va començar a consolidar la doctrina que defensava que el poder espiritual de Roma, encarnat en la figura del Papa, es trobava per sobre de qualsevol altre poder, inclòs el civil representat per l'emperador. Aquesta postura el va portar a enfrontar-se en la part política a l'Emperador d'Occident i en la religiosa amb l'Església Oriental.

## Relacions amb l'imperi Carolingi

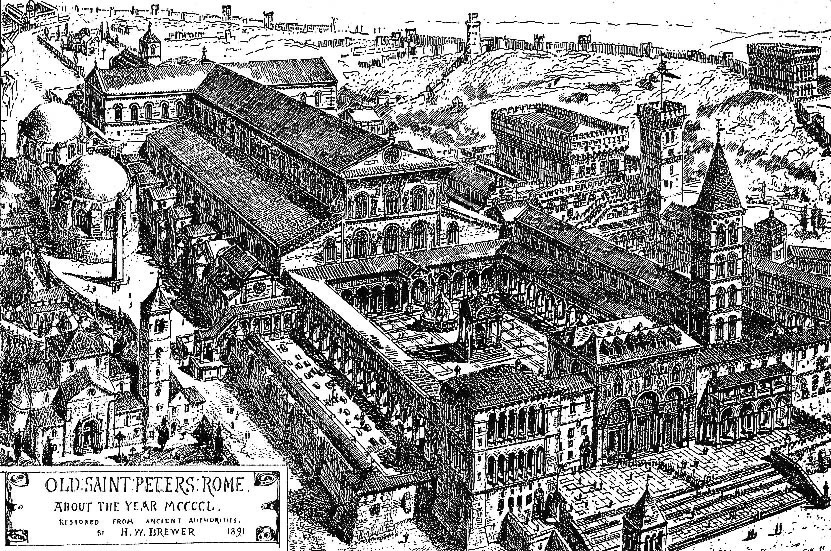
Antiga basílica de S. Pere, al pòrtic de la qual hi hagué la tomba del papa

El seu enfrontament amb l'imperi Carolingi es va iniciar quan Lotari II, fill de l'emperador Lotari I, va voler separar-se de la seva esposa Teutberga, que no li havia donat fills, per casar-se amb Waldrada, procés en el qual va comptar amb el suport del clergat episcopal franc, que va aprovar l'anul·lació matrimonial en els sínodes d'Aquisgrà i de Metz, celebrats en el 862 i el 863, respectivament.
Nicolau respongué amenaçant Lotari amb l'excomunió i deposant i excomunicant els arquebisbes de Colònia i de Trèveris, alhora que declarava nuls els concilis celebrats. Lotari II, amb el suport del seu germà i emperador Lluís II, es dirigí cap a Roma sota el comandament del seu exèrcit i assetjà la ciutat fins que aconseguí un acord pel qual els arquebisbes destituïts tornarien a les seves seus, però no aconseguí que el Papa reconegués com a valida l'anul·lació matrimonial de Lotari.

## Relació amb Constantinoble
Durant el pontificat de Nicolau I es va produir l'anomenat cisma focià, que dos segles més tard provocaria el cisma definitiu de les esglésies oriental i occidental. El cisma focià, s'inicia quan l'any 858 és nomenat Patriarca de Constantinoble el laic Foci, en substitució d'Ignasi que havia estat deposat per Bardes, oncle de l'emperador Miquel III i regent de l'Imperi, per negar-se a donar-li la comunió i acusant-lo d'incest.
Foci comunicà al papa Nicolau I la seva entronització com a patriarca, però també rebé queixes dels partidaris d'Ignasi sobre la legalitat de la nova elecció patriarcal, fet pel qual el Papa envià a Constantinoble dos llegats perquè l'informessin de la situació real. Els llegats van quedar convençuts de la legalitat de l'elecció de Foci i en un sínode local, en 861, es va declarar nul el patriarcat d'Ignasi.
Però malgrat això la situació no es resolgué, ja que l'abat Teognos, partidari d'Ignasi, viatjà a Roma i entregà al papa una carta d'apel·lació que ell mateix havia falsificat com si fos d'Ignasi. Això, juntament amb la promesa d'obediència incondicional, dugué Nicolau I a excomunicar Foci l'any 867, i a declarar Ignasi com a patriarca legítim.
Aquesta acció i el fet que Nicolau I intervingués en la cristianització de Bulgària que estaven emprenent els romans d'Orient, enviant els seus propis missioners, va provocar que Foci, amb el suport de l'emperador Miquel III, en un sínode celebrat també en l'any 867 a Constantinoble, excomuniqués el Papa, aprofitant per rebutjar la inclusió del filioque en el Credo, postura defensada per l'Església Occidental 
El cisma es resolgué aquest mateix any de 867 al morir tant l'emperador Miquel III com el papa Nicolau I i ser deposat Foci en el patriarcat de Constantinoble, que serà novament ocupat per Ignasi. Va morir el 13 de novembre del 867 sense conèixer la seva excomunicació per part de Foci i deixant la solució del cisma focià al seu successor Adrià II mitjançant el Vuitè Concili Ecumènic.